# Sicate
Sicate ist ein osttimoresischer Ort im Suco Fatubossa (Verwaltungsamt Aileu, Gemeinde Aileu).

## Geographie und Einrichtungen
Sicate liegt im Süden der Aldeia Caicasa auf einer Meereshöhle von 1735 m. Eine von Norden kommende Straße teilt sich beim Ort. Die östliche Straße führt nach Süden in den Suco Liurai, die westliche in Richtung Erhetu. Im Ort steht die Grundschule Sicate (portugiesisch Escola Básico Sicate).
Westlich befindet sich der Ort Erhetu (Aldeia Erhetu), nördlich das Dorf Coulau (Aldeia Coulau) und südlich die verstreut liegenden Häuser der Aldeia Hoho-Naro im Suco Liurai.